# Призрен (община)
Призрен (серб. Призрен) — община в Косове со спорной административной принадлежностью.
Точных данных о населении общины нет. Занимаемая площадь — 757 км².
Административный центр общины — город Призрен. Община Призрен состоит из 96 населённых пунктов, средняя площадь населённого пункта — 7,9 км².

## Административная принадлежность
| Сербская позиция                                                      | Албанская позиция                            |
| --------------------------------------------------------------------- | -------------------------------------------- |
| входит в Призренский округ (Сербия) автономного края Косово и Метохия | входит в Призренский округ Республики Косово |